# Sablia belgiensis
Sablia belgiensis là một loài bướm đêm trong họ Noctuidae.